# Safety (EP)
Safety foi o primeiro lançamento público da banda britânica de rock alternativo Coldplay. Ele foi gravado durante um fim de semana durante maio 1998, e foi concebido como um demo para as gravadoras. Foi financiado pela banda e seu empresário Phil Harvey por cerca de £200.
Todos os envolvidos estavam satisfeitos com o produto, e decidiram pagar mais 500 cópias a ser fabricado para distribuição em torno de Londres, mas apenas 50 cópias foram vendidas e o resto nem chegou nas lojas, então deram a maior parte das cópias para as gravadoras e os seus amigos e familiares. O EP não está disponível no iTunes e, portanto, é uma raridade.
Embora este EP não seja o lançamento mais disponível do Coldplay (juntamente com o EP Mince Spies), "Bigger Stronger" e "Such a Rush" (em uma forma editada), estão ambos no segundo EP lançado pela banda The Blue Room e "No More Keeping My Feet on the Ground" aparece como um B-side de "Yellow" no lançamento do CD do Reino Unido.
A foto da capa é do vocalista Chris Martin e foi feita por John Hilton, um amigo da banda.

## Faixas
| N.º | Título                                  | Duração |  |
| 1.  | "Bigger Stronger"                       | 4:46    |  |
| 2.  | "No More Keeping My Feet on the Ground" | 4:30    |  |
| 3.  | "Such a Rush"                           | 4:56    |  |